# Ciney
Ciney (wa. Cînè) – miasto w południowo-wschodniej Belgii, w Regionie Walońskim, w prowincji Namur, w okręgu Dinant. 1 stycznia 2024 roku liczyło 17 183 mieszkańców na powierzchni 147,87 km², co daje gęstość zaludnienia 116 mieszkańców / km².

## Podział administracyjny
W skład miasta wchodzi osiem dzielnic (section):

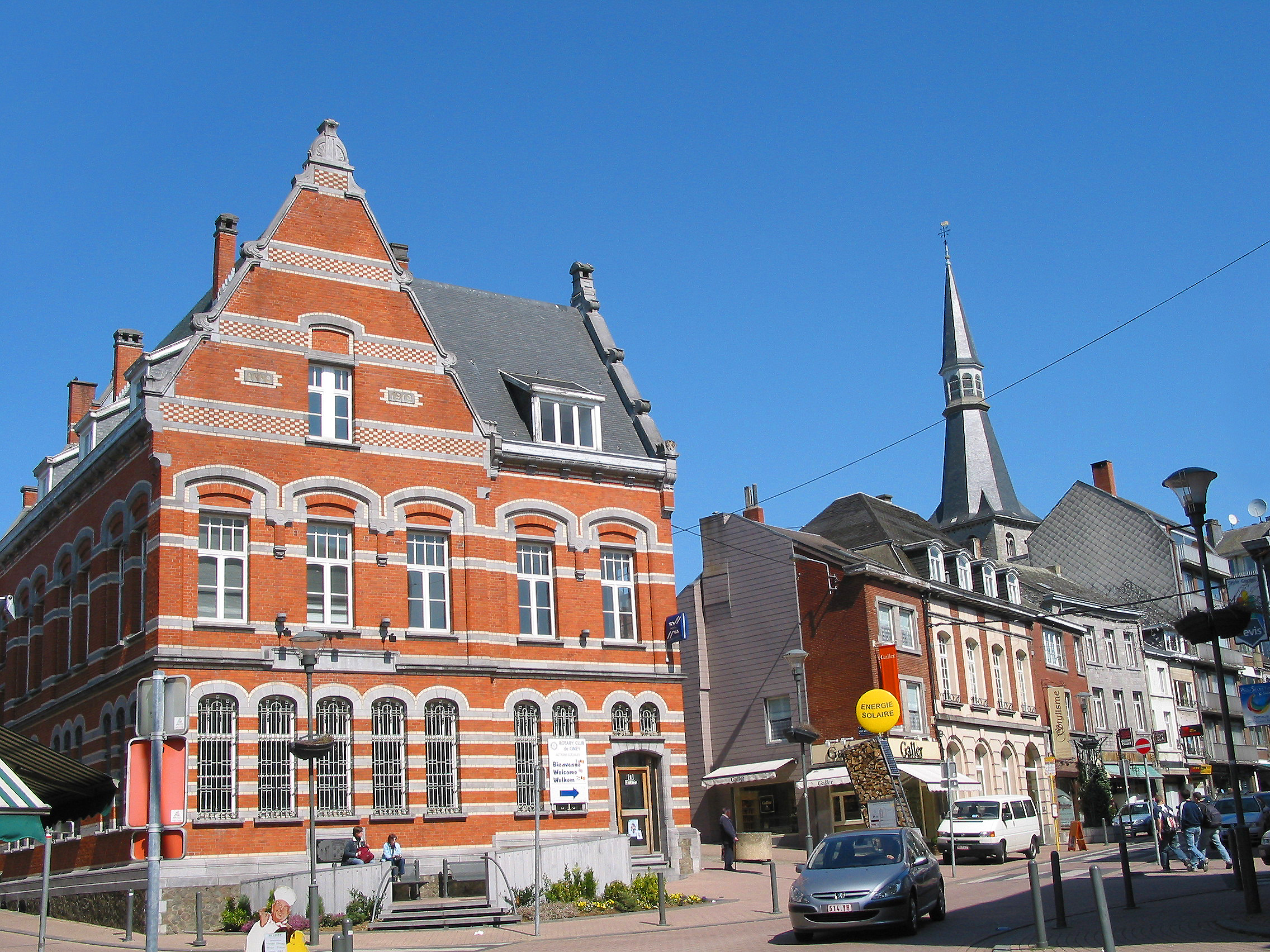
Poczta główna i kościół (Notre-Dame-de-l'Assomption)

- Achêne
- Braibant
- Chevetogne
- Conneux
- Leignon
- Pessoux
- Serinchamps
- Sovet

## Współpraca
Miejscowość partnerska:
- Semur-en-Auxois, Francja

## Transport
W mieście znajduje się stacja kolejowa Ciney.